# Карпинский, Александр Львович
Александр Львович Карпинский (28 мая 1836, Быхава, Люблинская губерния, Российская империя — 30 мая 1887, Новая Александрия, Люблинская губерния, Российская империя) — российский учёный-зоолог, профессор института сельского хозяйства и лесоводства в Новой Александрии (нынешние Пулавы, Польша).

## Биография
Александр Львович Карпинский родился 28 мая 1836 года в г. Быхава, (Люблинская губерния, Российская империя).
Будущий зоолог учился в Люблинской гимназии, затем поступил в Киевский университет. В 1862 году окончил его со степенью кандидата (в это время занимался под ближайшим руководством К. Ф. Кесслера). В 1866 году получил степень магистра зоологии и место преподавателя естественных наук в прогимназии в Праге, польском городке под Варшавой. В 1869 году назначен доцентом, а в 1870 году — профессором института в Новой Александрии, где читал лекции по зоологии, энтомологии, рыбоводству, пчеловодству и шелководству. Он пользовался большим влиянием среди своих слушателей — со своей стороны очень заботился о них и между прочим положил основание кассе для выдачи ссуд нуждающимся студентам (основным фондом кассы послужили 2000 рублей, вырученные от продажи составленных Карпинским (на польском языке) брошюр: «Об искусственном размножении рыб» и «Основы прудового хозяйства». Ему принадлежит до девяти сочинений, написанных по-русски, по-польски и по-немецки.